# Nanteau-sur-Essonne
Nanteau-sur-Essonne is een gemeente in het Franse departement Seine-et-Marne (regio Île-de-France) en telt 394 inwoners (1999). De plaats maakt deel uit van het arrondissement Fontainebleau.

## Geografie
De oppervlakte van Nanteau-sur-Essonne bedraagt 13,1 km², de bevolkingsdichtheid is 30,1 inwoners per km².
De onderstaande kaart toont de ligging van Nanteau-sur-Essonne met de belangrijkste infrastructuur en aangrenzende gemeenten.

## Demografie
Onderstaande figuur toont het verloop van het inwonertal (bron: INSEE-tellingen).